# Yoshiyuki Sadamoto

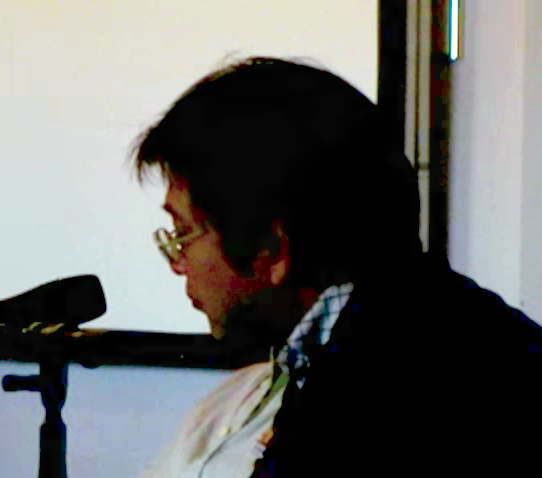
Yoshiyuki Sadamoto bei der J-popcon in Kopenhagen 2007

Yoshiyuki Sadamoto (jap. 貞本 義行, Sadamoto Yoshiyuki; * 29. Januar 1962 in Tokuyama (heute: Shūnan), Japan) ist ein japanischer Charakterdesigner, Illustrator und Mangaka. Er gehört zu den Gründungsmitgliedern des Studios GAINAX. 

## Biografie
Bereits seit seiner Kindheit wollte Sadamoto Mangaka werden. Er studierte an der Tokyo Zokei University. Doch wurde er mit der Gründung des Studios GAINAX zunächst Charakterdesigner. Der erste Film, Wings of Honneamise, wurde ein Erfolg in Japan und international. Außerdem betätigte er sich als Animator. Bei seinen Entwürfen orientierte er sich vor allem an asiatischen Stilen aus China und Indien.
In den 1990er Jahren begann er auch Mangas zu zeichnen. Seine längste und bekannteste Serie war Neon Genesis Evangelion zur gleichnamigen Fernsehserie, der von 1995 bis 2013 erschien und von dem jedes Jahr ein Band erschien.
Im Jahr 2007 erhielt er bei den 6. Tōkyō Anime Awards den Preis für das beste Character-Design in dem Film Das Mädchen, das durch die Zeit sprang.

## Werke

### Als Charakterdesigner
- Wings of Honneamise (1987)
- Gunbuster (1988)
- Die Macht des Zaubersteins (1989)
- Nadia – The Secret of Blue Water – The Movie (1991)
- R20 - Ginga Kūkō (1991), auch als Regisseur
- Chrono Cross (1995)
- Neon Genesis Evangelion (1995)
- Neon Genesis Evangelion: Death & Rebirth (1997)
- Neon Genesis Evangelion: The End of Evangelion (1997)
- FLCL (2000)
- .hack//Legend Of The Twilight (2002)
- .hack//Liminality (2002)
- .hack//SIGN (2002)
- Cutie Honey (Realfilm, 2004)
- Top o Nerae 2! (2004)
- .hack//Roots (2006)
- Das Mädchen, das durch die Zeit sprang (2006)
- Evangelion Shin Gekijōban: Jo (2007)
- Evangelion Shin-Gekijōban: Ha (2009)
- Summer Wars (2009)
- Great Pretender (2020)

### Als Animator
- Film zur Daicon IV (1983)
- Angel’s Egg (1985)
- Murasaki Shikibu Genji Monogatari (1987)
- F (1988)
- Tengen Toppa Gurren-Lagann (2007)

### Als Mangaka
- FINAL STRETCH Saigo no Shissō (FINAL STRETCH 最後の疾走, 1981)
- LONELY LONESOME NIGHT Furimuita Natsu (LONELY LONESOME NIGHT ふりむいた夏, 1981)
- CRAZY RIDER Ōtarumi no Taka (CRAZY RIDER 大垂水の鷹, 1981)
- 18R no Taka (18Rの鷹, 1982)
- ROUTE 20 – Haguruma no aru Machi (ROUTE20 歯車のある街, 1991–1992)
- Kotō no Oni (孤島の鬼, 1994)
- Neon Genesis Evangelion (1995–2013)
- DIRTY WORK (1998)
- System of Romance (2000)
- Toki o Kakeru Shōjo – TOKIKAKE (時をかける少女 -TOKIKAKE-, 2006, Originalcharakterdesign)
- Archaic Smile (アルカイック スマイル, 2007)

### Mechadesigner
- Bōkyaku no Senritsu (2004)